# سرزه (سربیشه)
سرزه یک روستا در ایران است که در دهستان مود شهرستان سربیشه واقع شده‌است. سرزه ۸۹ نفر جمعیت دارد.